# Clusiodes flaveolus
Clusiodes flaveolus är en tvåvingeart som beskrevs av Boris Mamaev 1974. Clusiodes flaveolus ingår i släktet Clusiodes och familjen träflugor. Inga underarter finns listade i Catalogue of Life.